# Aéroport international de Jeju
Pour les articles homonymes, voir CJU.
L'aéroport international de Jeju (hangul : 제주국제공항 ; hanja : 濟州國際空港 ; romanisation révisée du coréen : Jeju Gukje Gonghang ; McCune-Reischauer : Cheju Kukche Konghang) (code IATA : CJU • code OACI : RKPC) est l'aéroport de l'île de Jeju en république de Corée (Corée du Sud).

## Caractéristiques

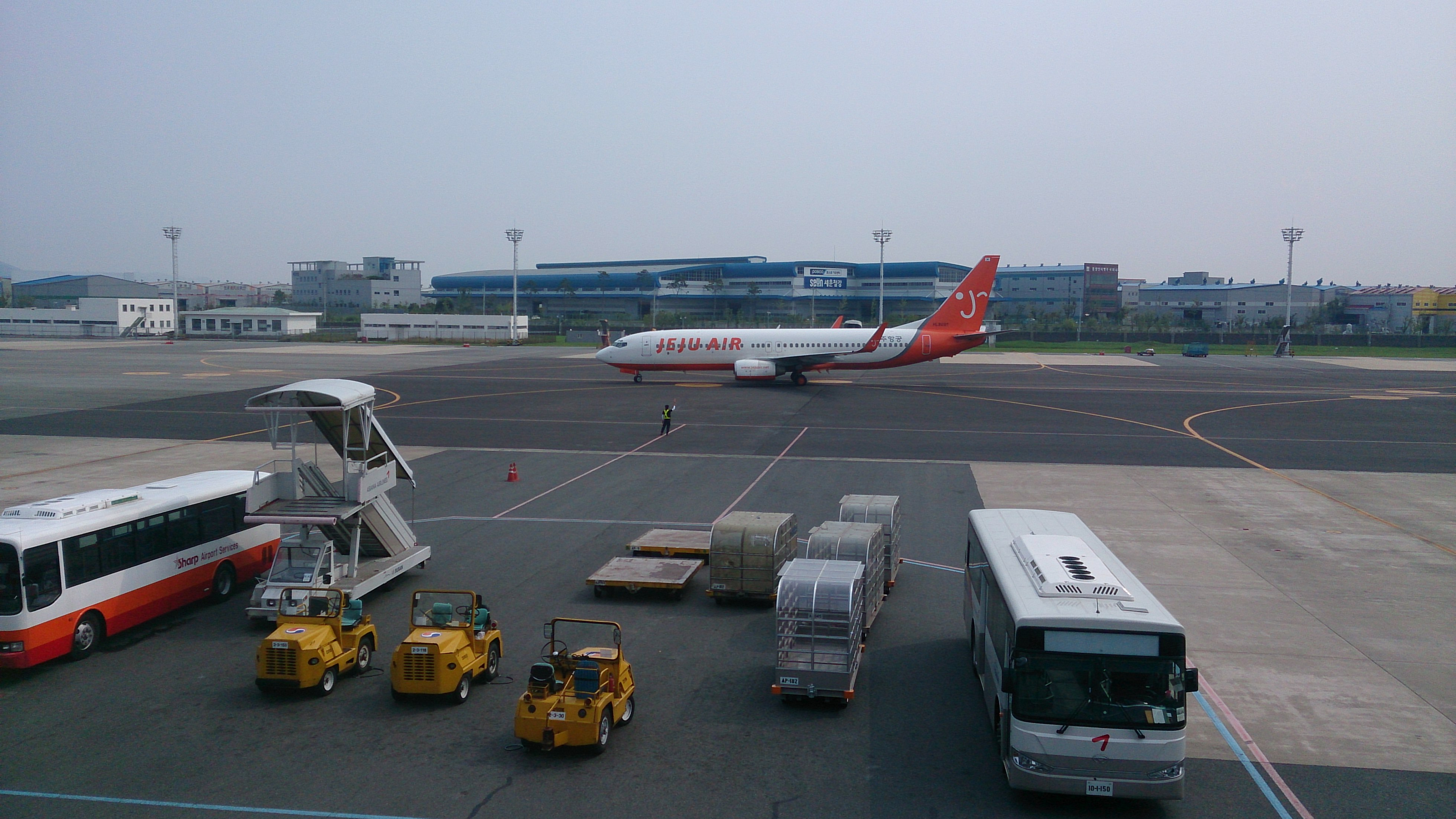
Un Boeing 737 de Jeju Air sur le tarmac en 2014.

C'est le 2e aéroport du pays en importance, derrière l'aéroport international d'Incheon à Séoul, la capitale, et devant l'aéroport international de Gimpo, également à Séoul. Il a été inauguré en 1968. L'aéroport Jeju dessert de nombreuses destinations en Corée du Sud, ainsi qu'en Chine, au Japon et à Taiwan.
En 2007, le trafic de l'aéroport a été de 12 296 426 passagers et 93 073 mouvements d'appareil.
La ligne la plus fréquentée au monde en 2016 et 2017 est celle qui relie l’aéroport international de Gimpo de Séoul à celui de Jeju. Elle a été empruntée par 13 460 305 passagers en 2017, soit une augmentation de +9,4 % sur un an. Ce trajet de 450 km, est assuré par une moyenne de 180 vols réguliers par jour, soit un toutes les 8 minutes.

## Situation
| \| 50 km1:8 448 000 \| Cheongju Daegu Busan · Gimhae Séoul · Gimpo Gunsan Gwangju Séoul · Incheon Jeju Muan Pohang Sachéon Ulsan Wonju Yangyang Yeosu |
| 50 km1:8 448 000 |

## Statistiques
Pour des raisons techniques, il est temporairement impossible d'afficher le graphique qui aurait dû être présenté ici.

Voir la requête brute et les sources sur Wikidata.

## Compagnies aériennes et destinations
| Compagnies               | Destinations |
| ------------------------ | --- |
| AirAsia X                | Kuala Lumpur |
| Air Busan                | Pusan-Gimhae, Séoul-Gimpo, Ulsan |
| Air China                | En saison : Pékin-Capitale, Hangzhou-Xiaoshan |
| Air Seoul                | Pusan-Gimhae, Cheongju Séoul-Gimpo, |
| Asiana Airlines          | Cheongju, Daegu, Gwangju, Séoul-Gimpo, Yeosu |
| Beijing Capital Airlines | Qingdao-Jiaodong |
| China Eastern Airlines   | Shanghai-Pudong En saison : Nankin, Ningbo |
| China Southern Airlines  | En saison : Changchun, Changsha, Dalian-Zhoushuizi, Canton-Baiyun, Harbin Taiping, Shenyang, Shenzhen-Bao'an, Wuhan, Zhengzhou                      |
| Donghai Airlines         | Nantong Xingdong |
| Eastar Jet               | Bangkok-Suvarnabhumi, Pusan-Gimhae, Cheongju, Gunsan, Hong Kong, Séoul-Gimpo, Shanghai-Pudong, Taïwan-Taoyuan                                       |
| Fly Gangwon              | Yangyang |
| Hi Air                   | Muan, Sachéon, Séoul-Gimpo, Ulsan |
| HK Express               | Hong Kong |
| Jeju Air                 | Bangkok-Suvarnabhumi, Pusan-Gimhae, Cheongju, Daegu, Fukuoka, Gunsan, Gwangju, Hong Kong, Jinan, Kaohsiung, Séoul-Gimpo, Yeosu                      |
| Jin Air                  | Pusan-Gimhae, Cheongju, Daegu, Gunsan, Gwangju, Pohang, Séoul-Gimpo, Shanghai-Pudong, Ulsan, Wonju En saison : Bangkok-Suvarnabhumi, Xi'an-Xianyang |
| Korean Air               | Pékin-Capitale, Pusan-Gimhae, Cheongju, Gwangju, Séoul-Gimpo                                                                                        |
| Loong Air                | Hangzhou-Xiaoshan, Wenzhou-Longwan |
| Lucky Air                | Kunming-Changshui |
| Scoot                    | Singapour-Changi (débute 15 juin 2022) |
| Shenzhen Airlines        | Shenzhen-Bao'an |
| Spring Airlines          | Canton-Baiyun, Hangzhou-Xiaoshan, Nankin, Shanghai-Pudong, Shenyang, Shijiazhuang, Tianjin Binhai, Taizhou (Jiangsu) (en)                           |
| Tianjin Airlines         | En saison : Tianjin Binhai |
| Tigerair Taiwan          | Taïwan-Taoyuan |
| T'way Airlines           | Pusan-Gimhae, Daegu, Gwangju, Hong Kong, Nagoya-Chūbu, Osaka-Kansai, Séoul-Gimpo, Tokyo-Narita                                                      |

Édité le 28/05/2022